# Глухан Христина Орестівна
Христина Орестівна Глухан (нар. 20 лютого 1992, м. Чортків, Україна) — українська майстриня модульного оригамі, майстриня народних художніх промислів (2020).

## Життєпис
Христина Глухан народилася 20 лютого 1992 року у місті Чорткові, нині Чортківської громади Чортківського району Тернопільської области України.
Закінчила Чортківську загальноосвітню школу № 7 (2006), Чортківський гуманітарно-педагогічний коледж імені Олександра Барвінського (2010), Прикарпатський національний університет імені Василя Стефаника (2013). Від 2010 року працює в Чортківській загальноосвітній школі № 7: секретар-друкар (2010—2012), педагог-організатор (від 2012), керівник гуртка «Паперова магія» (2020—2021).
Досконало володіє англійською мовою.

## Творчість
Від 2010 року створює модульне оригамі (техніку виготовлення опанувала самостійно). Брала участь у конкурсі «Педагог-організатор 2013 року» у місті Чорткові, де зайняла перше місце та вперше презентувала свої роботи.
Персональні виставки у містах Чорткові (2013, 2020), Тернополі (2020).
Авторка більше 500 видів робіт, серед яких є найбільшими та створені за власними схемами: макет Чортківської загальноосвітньої школи № 7 (64020 модулів), Чортківський катедральний собор верховних апостолів Петра і Павла (14000 модулів), ікона «Матір Божа з Ісусом» (13647 модулів), ікона «Ісус у терновому вінку» (8500 модулів), картина «серце» (8000 модулів), пожежна машина (8000), паперовий макет «Привид Києва», калиновий вінок.

## Відзнаки
- лауреат І ступеня Міжнародного багатожанрового фестиваль-конкурсу «Острів Злагоди» (2020, м. Запоріжжя),
- гран-прі ІІ Всеукраїнського конкурсу мистецтв «Мрій багато не буває» (2020, м. Тернопіль),
- I місце Всеукраїнського дистанційного конкурсу образотворчого та декоративно-прикладного мистецтва «GrandFestArt»,
- лауреат І ступеня Міжнародного багатожанрового фестиваль-конкурсу «Зореграй» (2020, м. Запоріжжя),
- гран-прі ІІ Всеукраїнського дистанційного конкурсу декоративно-ужиткового та образотворчого мистецтв «Зимова казка», проєкт «Галерея ідей» (2020, м. Луцьк),
- I місце International festifal «Surprise People 2021»,
- лауреат І ступеня Всеукраїнського багатожанрового дистанційного фестиваль-конкурсу «Битва титанів» (2021),
- I місце International festifal «Starfall of talents» (2021, Київ-Рига-Прага),
- лауреат І ступеня Міжнародного багатожанрового дистанційного фестиваль-конкурсу «Зірковий драйв» (2021, м. Запоріжжя),
- лауреат І ступеня Канадсько-українського фестивалю дитячої та юнацької творчості (2021, м. Торонто, Канада),
- лауреат І ступеня IV дистанційного Міжнародного конкурсу образотворчого та декоративно-прикладного мистецтва «Симфонія кольорів — Самоцвіти».